# Hinton (Shropshire)
Hinton – przysiółek w Anglii, w Shropshire, w dystrykcie (unitary authority) Shropshire. Leży 2 km od Pontesbury, 10 km od miasta Shrewsbury i 230,7 km od Londynu. W latach 1870–1872 osada liczyła 59 mieszkańców.